# (32487) 2000 TM61
2000 TM61 (asteroide 32487) é um asteroide da cintura principal. Possui uma excentricidade de 0.13181730 e uma inclinação de 12.21584º.
Este asteroide foi descoberto no dia 2 de outubro de 2000 por LONEOS em Anderson Mesa.